# Microsoft PlaysForSure
PlaysForSure war eine Zertifizierung von Microsoft, die portablen Medienspielern bestätigt, dass sie das Digital Rights Management des Windows Media Player 10 unterstützen und sich zum Teil auch nur mit diesem verwalten lassen. Auch Online-Musikdienste wurden mit dem Emblem versehen.
In die Kritik geriet Microsoft, als sich herausstellte, dass die PlaysForSure-Lizenz alternative Formate, die nicht von Microsoft stammen, verbot. Nach einer Gerichtsentscheidung aufgrund des Monopolbestrebens wurde der strenge Lizenztext korrigiert.
Microsofts eigene Plattform Zune unterstützte PlaysForSure nie. 2007 wurde PlaysForSure durch das Zertifikat „Certified for Windows Vista“ ersetzt.